# Tel Josef
Tel Josef (hebrejsky תֵּל יוֹסֵף‎, doslova "Josefův pahorek", anglicky Tel Yosef) je vesnice typu kibuc v Izraeli, v Severním distriktu, v Oblastní radě Gilboa.

## Geografie
Leží v intenzivně zemědělsky obdělávaném Charodském údolí, které východně odtud přechází do Bejtše'anského údolí, v nadmořské výšce 12 metrů pod mořskou hladinou. Severně od obce se pozvolna zdvíhá náhorní planina Ramot Isachar. Podél východní strany vesnice z ní klesá do údolí vádí Nachal Josef. Charodské údolí tu vybíhá k severu. Tento výběžek se jmenuje údolí Bik'at ha-Šita. Jižně od obce začíná zcela rovinaté Charodské údolí, které člení jen pahorky Tel Šalvim a Tel Josef ha-Jašana.
Vesnice je situována 23 kilometrů jihozápadně od Galilejského jezera, 16 kilometrů západně od řeky Jordánu, cca 10 kilometrů severozápadně od města Bejt Še'an, cca 80 kilometrů severovýchodně od centra Tel Avivu a cca 47 kilometrů jihovýchodně od centra Haify. Tel Josef obývají Židé, přičemž i osídlení v cel0m tomto regionu je téměř ryze židovské. Výjimkou jsou vesnice Na'ura, Tamra a Tajbe, ležící cca 7 kilometrů severním směrem, které obývají izraelští Arabové. Společně se sousedními kibucy Ejn Charod Ichud a Ejn Charod Me'uchad vytváří Tel Josef souvislou aglomeraci s cca 1700 obyvateli.
Kibuc leží 5 kilometrů severně od Zelené linie, která odděluje Izrael od okupovaného Západního břehu Jordánu.
Tel Josef je na dopravní síť napojen pomocí dálnice číslo 71. Jižně od ní, naproti kibucu, leží komplex úřadů Oblastní rady Gilboa. Jižně od vesnice vede železniční trať v Jizre'elském údolí, zrušená roku 1948 a obnovená po nákladné rekonstrukci roku 2016. Nemá zde ovšem stanici.

## Dějiny
Tel Josef byl založen v roce 1921,12. prosince. Vznik kibucu iniciovali osadníci z nedalekého kibucu Ejn Charod, napojení na pracovní oddíly Gdud ha-Avoda, kteří se ocitli ve sporu s odborovou centrálou Histadrut. Ta chtěla v tomto regionu založit židovské vesnice podle jejích představ. Proto ji předešli a zbudovali Tel Josef jako satelitní kibuc. Společně s Ejn Charod tehdy během 100 dnů vznikly v Jizre'elském údolí ještě další dvě židovské vesnice, a to nynější Kfar Jechezkel a Nahalal. Šlo o bažinatou krajinu, ve které se kromě pozemků nepočetných arabských zemědělců rozkládaly jen močály a kterou obývala stáda vodních buvolů.
Kibuc zpočátku sídlil v lokalitě Tel Šejk Hasan, neboli dnešní Tel Josef ha-Jašana, na úpatí masivu Gilboa, několik kilometrů jižním směrem od nynějšího místa. Zakladateli osady byli Židé, přistěhovalí do tehdejší mandátní Palestiny v rámci třetí aliji. Kibuc nazvali podle Josefa Trumpeldora – židovského vojáka, který krátce předtím zemřel v bojích s Araby. V roce 1923 došlo mezi kibucy Tel Josef a Ein Charod, do té doby sesterskými, k ideologickému rozporu, po kterém pouze Tel Josef zůstal věrný organizaci Gdud ha-Avoda. V roce 1927 ale levicověji smýšlející část obyvatel Tel Josef odešla z Palestiny do SSSR. Toho roku také ustala aktivita Gdud ha-Avoda a Tel Josef se stal samostatnou obcí. Roku 1929 byla populace posílena o novou skupinu osadníků z kibuců Tel Chaj a Kfar Gil'adi. Onoho roku rovněž Tel Josef přesídlil do nynější lokality, jen pár set metrů od Ejn Charod.
V dubnu 1927 byl Tel Josef jednou ze zastávek československého prezidenta Tomáše Garrigua Masaryka na jeho cestě po Palestině. Šlo o první návštěvu hlavy státu v Palestině po první světové válce.
Během arabského povstání po roce 1936 sloužil kibuc Tel Josef jako jedno z organizačních center zakládání opevněných osad typu Hradba a věž v okolním regionu a byla tu silná místní organizace vojenských jednotek Palmach.
Roku 1949 měla vesnice 893 obyvatel a rozlohu katastrálního území 12 160 dunamů (12,16 kilometrů čtverečních). V roce 1952 došlo v hnutí kibuců k dalšímu ideologickému rozporu. Tehdy se dokonce sousední Ejn Charod rozpadl na dvě obce. Z Tel Josef po rozkolu odešla část obyvatel do nedaleké Bejt ha-Šita.
Ekonomika obce je založena na zemědělství a průmyslu. Roku 1957 tu byla založena pobočka potravinářské firmy Tnuva. Kibuc prošel privatizací a není již organizován jako ryze kolektivní ekonomická jednotka. Členům kibucu jsou vypláceny běžné mzdy podle odvedené práce. V centru osady stojí budova společné jídelny navržená architektem Leopoldem Krakauerem.

## Demografie
Obyvatelstvo kibucu Tel Josef je sekulární. Podle údajů z roku 2014 tvořili naprostou většinu obyvatel v Tel Josef Židé (včetně statistické kategorie "ostatní", která zahrnuje nearabské obyvatele židovského původu, ale bez formální příslušnosti k židovskému náboženství).
Jde o menší sídlo vesnického typu, s dlouhodobě mírně rostoucí populací. K 31. prosinci 2014 zde žilo 542 lidí. Během roku 2014 populace stoupla o 4,6 %.
| Rok            | 1948 | 1949 | 1961 | 1972 | 1983 | 1995 | 2001 | 2003 | 2004 | 2005 | 2006 | 2007 | 2008 | 2009 | 2010 | 2011 | 2012 | 2013 | 2014 |
| -------------- | ---- | ---- | ---- | ---- | ---- | ---- | ---- | ---- | ---- | ---- | ---- | ---- | ---- | ---- | ---- | ---- | ---- | ---- | ---- |
| Počet obyvatel | 905  | 893  | 605  | 534  | 504  | 450  | 420  | 390  | 372  | 371  | 371  | 389  | 401  | 501  | 500  | 490  | 511  | 518  | 542  |